# Круча (Беліз)
18°20′50″ пн. ш. 88°17′33″ зх. д. / 18.34722° пн. ш. 88.29250° зх. д.
Круча (англ. The Bluff) — мис на півострові Юкатан в Белізі і в акваторії Карибського моря.

## Географія
Мис Круча знаходиться в Карибському морі, зокрема в його затоці-бухті Четумаль на узбережжі Белізу, країни Латинської Америки. Ця частинка суходолу, адміністративно приналежна до округу Коросаль і розташована на його береговій лінії та є топографічним орієнтиром-координатою на півночі країни.